# Vendeville
Vendeville ist eine französische Gemeinde mit 1615 Einwohnern (Stand 1. Januar 2022) im Département Nord in der Region Hauts-de-France. Sie gehört zum Arrondissement Lille und zum Kanton Faches-Thumesnil.

## Lage
Die Gemeinde Venswville liegt am Südrand des städtischen Verdichtungsgebietes Métropole Européenne de Lille, acht Kilometer südlich der Innenstadt von Lille und neun Kilometer westlich der Grenze zu Belgien. Umgeben wird Vendeville von den Nachbargemeinden Faches im Norden, Lesquin im Nordosten, Fretin im Osten, Avelin im Süden sowie Templemars im Westen. Ein Teil des Flughafens Lille-Lesquin liegt auf dem Gebiet der Gemeinde Vendeville.

## Bevölkerungsentwicklung
| Jahr                       | 1962 | 1968 | 1975 | 1982 | 1990 | 1999 | 2006 | 2013 | 2021 |
| Einwohner                  | 432  | 487  | 486  | 780  | 1302 | 1434 | 1385 | 1692 | 1546 |
| Quellen: Cassini und INSEE |      |      |      |      |      |      |      |      |      |

## Sehenswürdigkeiten

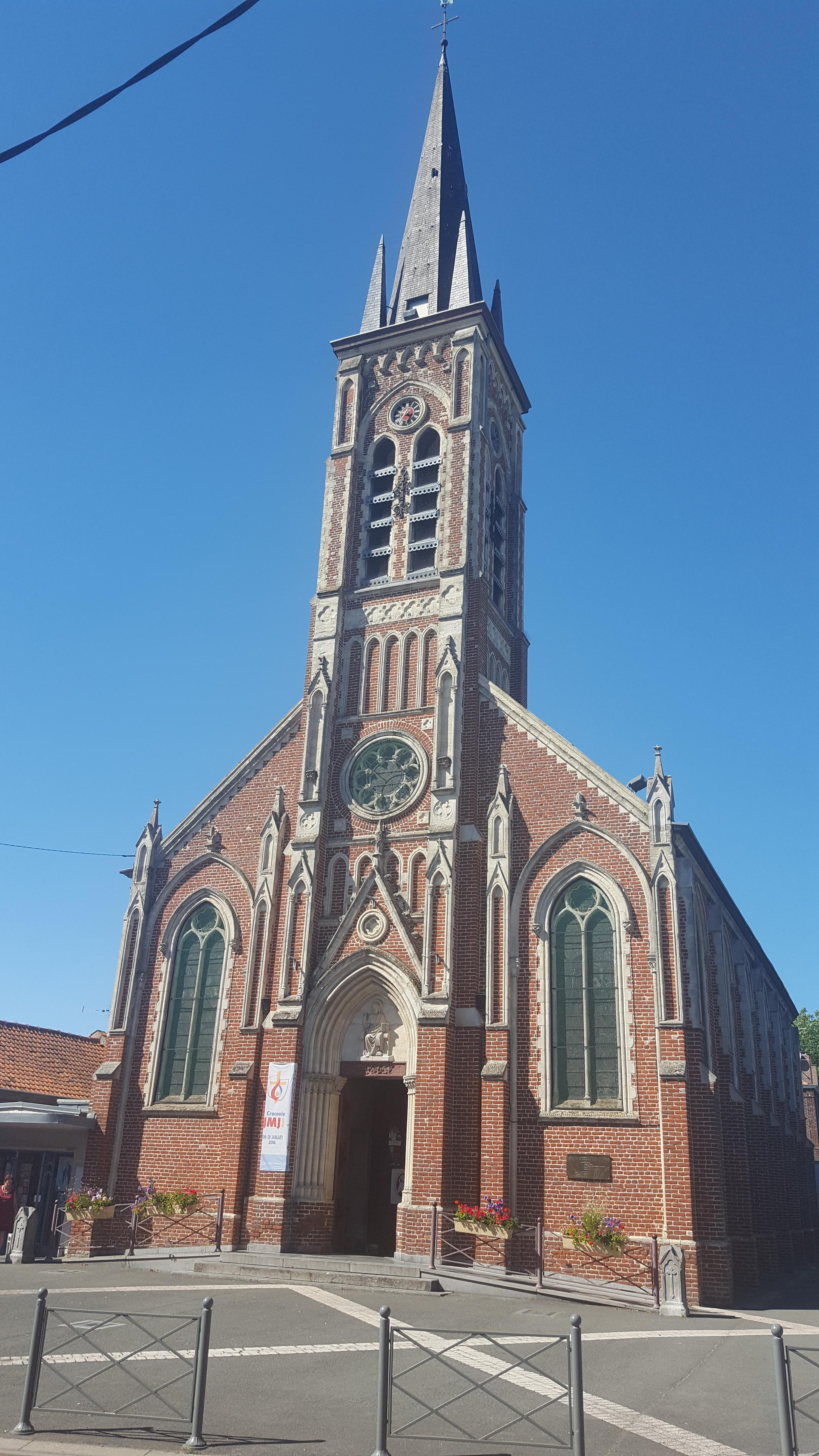
Kirche Saint-Eubert

- Kirche Saint-Eubert